# Alfons Schlögl
Alfons Schlögl, o Alphonse Schloegl (Sellrain, Tirol, 10 de març de 1886 - Telfs, Tirol, 28 de desembre de 1926), fou un compositor austríac. Cursà els estudis musicals a Innsbruck i Viena, i es dedicà després per complet a la composició de música d'església i a l'ensenyança. Des del 1906 fou professor de l'Escola Superior de Música de Salzburg. Va escriure quatre Misses, un Laudate Dominum, la col·lecció Salzburger Liederbuch (1919), i una notable col·lecció d'arranjaments de corals.